# Bulbophyllum aggregatum
Bulbophyllum aggregatum là một loài phong lan thuộc chi Bulbophyllum.